# ユニタリ作用素
数学の一分野、函数解析学におけるユニタリ作用素（ユニタリさようそ、英: unitary operator）は、ヒルベルト空間上の自己同型写像、すなわち構造（今の場合は、作用する対象となる空間の線型空間の構造、内積構造およびそこから定まる位相構造）を保つ全単射である。与えられたヒルベルト空間 H からそれ自身へのユニタリ作用素全体の成す集合は群を成し、H のヒルベルト群 Hilb(H) と呼ばれることもある。

## 定義と注意
ヒルベルト空間 H 上の有界線型作用素 U: H → H がユニタリ作用素であるとは、それが U∗ U = UU∗ = Id を満足するときに言う。ただし、U∗ は U のエルミート共軛で Id: H → H は恒等作用素である。
上記よりも弱く、条件 U∗ U = Id のみを満たすものは等距作用素 (isometry) と呼ばれ、条件 UU∗ = Id を満たすものは余等距作用素 (coisometry) と呼ばれる。即ち、ユニタリ作用素は等距かつ余等距なる有界作用素である。
内積を用いれば、この定義は以下のように書き直すことができる。
ヒルベルト空間 H 上の有界線型作用素 U: H → H がユニタリであるとは、
- U は全射であり、かつ
- U はヒルベルト空間 H の内積を保つ。即ち、H の任意のベクトル x, y に対して{\displaystyle \langle Ux,Uy\rangle _{H}=\langle x,y\rangle _{H}}を満足する

ときにいう。

### 注意
実は上記定義における条件を、以下のように一見緩いものに取り換えても、同値な定義が得られる。
ヒルベルト空間 H 上の有界線型作用素 U: H → H がユニタリであるとは、U の値域が H において稠密、かつ U がヒルベルト空間 H の内積を保つときにいう。
同値であることを見るには、U が内積を保つことから U が等距（したがって有界線型作用素）となることに注意すればよい。実は U の値域が稠密であることよりそれが有界な逆作用素 U−1 を持つことが保証されるが、それは明らかに U−1 = U∗ を満たす。   
またユニタリ作用素の定義において、作用素の線型性は内積の線型性および正定値性から従うので、定義の意味を変えることなく作用素が線型であるという仮定は落とすことができる。実際、
{\displaystyle {\begin{aligned}\|\lambda U(x)-U(\lambda x)\|^{2}&=\langle \lambda U(x)-U(\lambda x),\lambda U(x)-U(\lambda x)\rangle \\&=\|\lambda U(x)\|^{2}+\|U(\lambda x)\|^{2}-\langle U(\lambda x),\lambda U(x)\rangle -\langle \lambda U(x),U(\lambda x)\rangle \\&=|\lambda |^{2}\|U(x)\|^{2}+\|U(\lambda x)\|^{2}-{\overline {\lambda }}\langle U(\lambda x),U(x)\rangle -\lambda \langle U(x),U(\lambda x)\rangle \\&=|\lambda |^{2}\|x\|^{2}+\|\lambda x\|^{2}-{\overline {\lambda }}\langle \lambda x,x\rangle -\lambda \langle x,\lambda x\rangle \\&=0\end{aligned}}}
という計算が成り立つから、斉次性が従う。 
{\displaystyle \|U(x+y)-(Ux+Uy)\|=0}
も同様に示せるから、加法性も成り立つ。

## 例
- 恒等写像がユニタリ作用素であることは自明である。
- 非自明なユニタリ作用素の例として最も簡単なものは R2 における回転である。実際、回転はベクトルの長さも二ベクトル間の角度も変えない。R3 の回転についても同様。
- 複素数全体の成すベクトル空間 C 上で、絶対値 1 の複素数（つまり、適当な θ ∈ R に対して eiθ の形に書ける数）を掛ける操作はユニタリ作用素である。注意すべきは θ の値は 2π の違いを除いてこの乗法の結果には影響しないこと、またそれゆえに C の独立なユニタリ作用素の全体は単位円で径数付けることができるということである。ゆえにこの場合のユニタリ作用素全体の成す群（U(1)と呼ばれる）は、集合としては単位円と見做すことができる。
- より一般に、ユニタリ行列はちょうど有限次元ヒルベルト空間上のユニタリ作用素となっているから、ユニタリ作用素の概念はユニタリ行列の概念の一般化である。また、直交行列は、成分が全て実数という特別の場合のユニタリ行列であるから、Rn 上のユニタリ作用素である。
- 整数全体で添字付けられた数列空間 ℓ2 上の両側ずらし作用素（英語版）はユニタリである。一般に、ヒルベルト空間上で正規直交基底を並べ替えることによって作用する任意の作用素はユニタリになる。有限次元の場合、それらの作用素は置換行列である。一方、片側ずらし作用素（英語版）は等距、その共軛は余等距である。
- フーリエ作用素（英語版）、すなわちフーリエ変換（に適当な正規化を施したもの）を作用させる操作は、ユニタリ作用素である。これはパーシヴァルの定理から従う。

## 性質
- ユニタリ作用素 U のスペクトルは単位円上に載っている。つまり、スペクトルに入る任意の複素数 λ に対して |λ| = 1 が成り立つ。これは正規作用素に対するスペクトル定理からの帰結である。実際、定理によれば U は適当な有限測度空間 (X, μ) に対する L2(μ) 上のボレル可測函数 f による乗算作用素とユニタリ同値であり、いま UU∗ = Id から |f(x)|2 = 1 (μ-a.e) が従うから、f の本質的値域、従って U のスペクトルが単位円上にあることがわかる。

## 一般化
ユニタリ作用素を一般化するものとして、ユニタリ元 (unitary element) がある。単位的*-環において、その元 U がユニタリ元であるとは、U∗ U = UU∗ = I を満たすときに言う:55。ただし、I は単位元である。